# Baki Adam
Baki Adam (* 1962 in Tavas, Denizli) ist ein türkischer Religionswissenschaftler und Schriftsteller.

## Leben
Adam wurde 1962 im Dorf Balkıca, das zu Tavas gehört, geboren. Nach dem Besuch der Grundschule in seinem Dorf und der Mittelschule İmam Hatip Lisesi in Denizli studierte er 1987 Theologie an der Universität Ankara. Dort promovierte er 1989, erlangte nach einer achtmonatiger Untersuchung in der israelischen Großstadt Tel Aviv-Jaffa den akademischen Grad Doktor sowie 1997 den akademischen Grad „Doçent“ und wurde 2003 Professor. Er ist derzeit tätig als Geschichtslehrer an der Universität Ankara.
Neben Türkisch beherrscht Adam fließend Arabisch, Englisch und Hebräisch. Er ist verheiratet.

## Werke
Bücher
- Yahudi Kaynaklarına Göre Tevrat. ISBN 9753521367
- Yahudilik ve Hıristiyanlık Açısından Diğer Dinler. ISBN 975352157X
- Dinler Tarihi. ISBN 9754929076
- Karşılaştırmalı Dinler Tarihi.
- Yahudilik ve Hıristiyanlık Açısından Kur’an’ın Tartışmalı Konuları.

Aufsätze
- Yahudilik ve Şiddet.
- Tevrat'ın Tahrifi Meselesine Müslüman ve Yahudi Cephesinden Bir Bakış.
- Prof. Dr. Hikmet Tanyu'dan Günümüze Dinler Tarihi Çalışmaları.
- Kur'an'ın Anlaşılmasında Tevrat'ın Rolü.
- Yahudilerde Din ve Gelenek Üzerine.
- Musevilikte İnanç, İbadet, Dini Yaşam ve Museviliğin İslamla Ortak Yönleri.
- Dinler Arası Diyalog.